# Lully (Friburgo)
Lully (toponimo francese) è un comune svizzero di 1 729 abitanti del Canton Friburgo, nel distretto della Broye.

## Storia
Il 1º gennaio 2006 ha inglobato i comuni soppressi di Bollion e Seiry.

## Monumenti e luoghi d'interesse

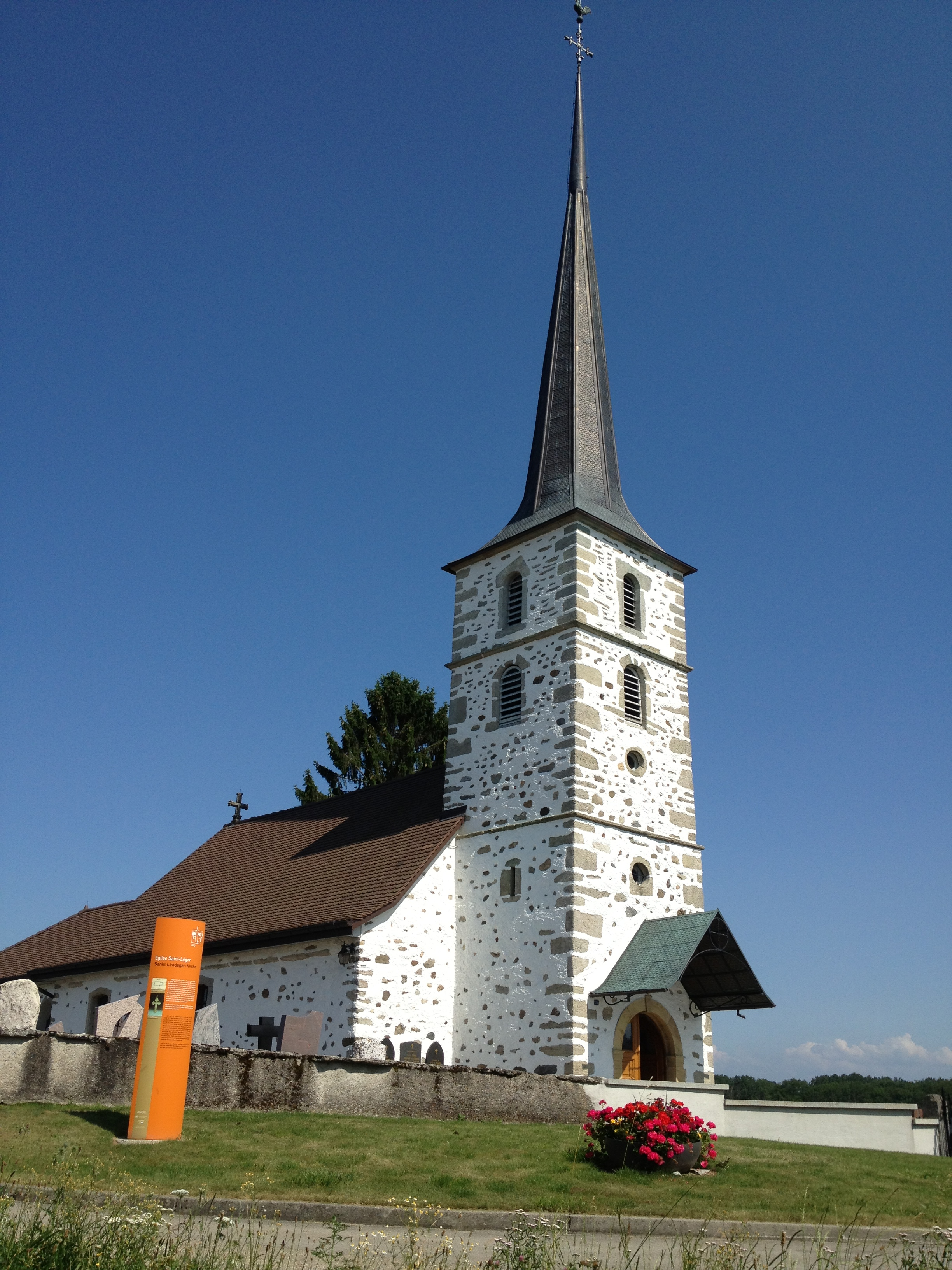
La chiesa cattolica di San Leodegario

- Chiesa cattolica di San Leodegario, eretta nell'VIII secolo e ricostruita nel X, nell'XI e nel XIII-XIV secolo[1];
- Castello di Lully[1].

## Società

### Evoluzione demografica
L'evoluzione demografica è riportata nella seguente tabella:
Abitanti censiti

## Amministrazione
Ogni famiglia originaria del luogo fa parte del comune patriziale che ha la responsabilità della manutenzione di ogni bene comune.